# 大力教育
大力教育是字节跳动旗下首个公开发布的业务独立品牌。2019年7月，字节跳动教育业务部门成立。2020年10月29日，字节跳动宣布启用全新教育品牌“大力教育”。大力教育承接字节跳动所有教育产品及业务，原教育业务负责人陈林出任大力教育CEO。。